# 진도담
진도담(陳道談, ? ~ 548년)은 중국 남북조시대 소량의 인물로, 남진의 초대 황제 진패선의 형임과 동시에 2대 황제 진천, 4대 황제 진욱의 아버지다. 진도담은 태조로 추존된 진문찬의 아들로, 본인은 동생이 즉위하자 시흥소열왕(始興昭烈王)으로 추존되었으며 친자인 진천이 즉위하자 황고(皇考)로 격상되었고 천자의 예로 장사지내졌다.

## 생애
양나라 시기 동궁직합장군(東宮直閤將軍)의 직책에 있었고, 후경의 난이 발발하자 많은 쇠뇌 부대를 이끌고 성 중심부를 지켰다. 557년 경제 소방지에 의해 시중(侍中), 사지절(使持节), 도독 남연주 제군사(南兗州諸軍事) 3개의 관직 및 장성현공(長城縣公)에 추증되었고 소열(昭烈)의 시호가 지정되었다. 이후 동생 진패선이 동년 10월 진제(陳帝)로 즉위하자 시흥소열왕으로 추존되었으며 그의 아들 진천은 서위에 포로로 잡혀간 진패선의 아들 진창(陳昌)을 대신해 숙부의 뒤를 이어 즉위했다.

## 가족
- 부황: 태조
- 모후: 안황후(安皇后)
- 동생: 무제
- 태비(太妃): 효비(孝妃)
- 장남: 진 문제
- 차남: 진욱